# Reche Caldwell
Donald Reche Caldwell Jr. (Tampa, Florida, 28 de marzo de 1979 - ídem, 6 de junio de 2020) fue un jugador profesional de fútbol americano estadounidense que se desempeñó como receptor en la Liga Nacional de Fútbol Americano (NFL) durante seis temporadas en la década de 2000. Caldwell jugó al fútbol universitario para los Florida Gators y posteriormente jugó profesionalmente para los San Diego Chargers, Washington Redskins y New England Patriots, equipo donde fue compañero de Tom Brady.
El 6 de junio de 2020, Caldwell fue asesinado en Tampa con un arma de fuego durante un intento de robo. Recibió múltiples disparos en las piernas y el pecho. Falleció a los 41 años de camino al hospital  de Tampa a causa de las heridas.

## Clubes
- San Diego Chargers (2002–2005)
- New England Patriots (2006)
- Washington Redskins (2007)
- St. Louis Rams (2008)